# Május éj
A Május éj (oroszul: Майская ночь, magyaros átírásban: Majszkaja nocs) Nyikolaj Rimszkij-Korszakov 1880-ban írt háromfelvonásos operája. A szövegkönyvet Rimszkij-Korszakov írta Nyikolaj Vasziljevics Gogol Májusi éjszaka vagy a vízbefúlt leány című, az Esték egy gyikanykai tanyán kötetében megjelent novellája nyomán. Az opera bemutatójára 1880.január 21-én (régi naptár szerint január 9-én) került sor a Szentpétervári Mariinszkij Színházban.

## Szereplők
| Szerep                                                                            | Hangnem      |
| --------------------------------------------------------------------------------- | ------------ |
| Faluvezető (Polgármester)                                                         | basszus      |
| Levko, a fia                                                                      | tenor        |
| Polgármester sógornője                                                            | mezzoszoprán |
| (Ganna) Hanna                                                                     | mezzoszoprán |
| Hivatalnok                                                                        | basszus      |
| Lepárló                                                                           | tenor        |
| Kalenik                                                                           | basszus      |
| Pannochka, Ruszalka                                                               | szoprán      |
| Kenyér Tyúk, Ruszalka                                                             | mezzoszoprán |
| Holló, Ruszalka                                                                   | szoprán      |
| Mostohaanyja, Ruszalka                                                            | mezzoszoprán |
| Kórus, néma szerepek" Legények, lányok, falusi rendőrök, rusalki (fulladt lányok) |              |

Megjegyzés: A falufőt (Голова, Golova) általában "polgármesternek" fordítják. A "Pannochka" a "Panna" kicsinyítése, lengyel és ukrán cím egy hajadon hölgy számára.

## Az opera cselekménye
Helyszín: Dikanka falu közelében, Ukrajnában
Idő: Pünkösd vagy „Ruszalka hét”, 19. század eleje

### Első felvonás
Falusi utca Hanna kunyhója előtt; este
A nép népdal-játékot énekel. Miután szétszélednek, Levko bandurát játszik, és Hanna ablaka előtt énekel. Amikor kilép, attól tart, hogy az emberek figyelik őket. Néhány kedves eszmecsere után a szemközti régi házról kérdezi, a tó fölött. Elmondja neki, hogy egy özvegy lakott ott; lánya (Pannochka) élt vele, és úgy döntött, hogy újra megházasodik.
Az új mostohaanyáról kiderült, hogy boszorkány, és az apa száműzte a lányát a házból. Bánatában belefulladt a tóba, és a többi rusalki (fulladt leányzó) vezetője lett. Egy este, miközben mindannyian táncoltak a holdfényben, meglátták a boszorkányt, aki arra sétál, megragadták és berántották a vízbe. A történet úgy szól, hogy most, amikor valaki a tó mellett jön, Pannochka megkéri az illetőt, mutassa meg, melyikük a mostoha.
A történetnek vége, Hanna bemegy, és néhány leányzó jön, és egy szomorú "Ruszalka" dalt énekelnek. Megbotlik a részeg Kalenik hazafelé; megpróbálja gopakot táncolni és megcsókolni a lányokat, de azok elküldik a polgármester házába, elhitetve vele, hogy az övé.
Amikor minden világos, a polgármester besurran, Hannát hívja; oldalról Levko észreveszi, hogy valaki van ott, és figyeli. A Polgármester, aki azon van, hogy feleségül veszi Hannát, megpróbálja lenyűgözni őt gyakran ismételt történetével, miszerint II. Nagy Katalin kalauza volt, de Hanna visszautasítja, elküldi, és bemegy. Levko összehívja a falu legényeit, és megtanít nekik egy dalt, amellyel kigúnyolják a polgármestert, és trükközni fognak vele.

### Második felvonás

#### Első jelenet
A polgármester kunyhójának belseje; késő este
A polgármester és sógornője vendégül látja a szeszfőzőt vacsoránál. A Lepárló hamarosan lebontja a tó melletti régi házat, hogy szeszfőzdét építsen. Kalenik tévedésből beront, és enyhe zavart okoz; majd egy szikla betör egy ablakon, aminek hatására a polgármester megátkozta a kinti láthatatlan tettest. A szeszgyáros babonás riadalommal óva inti a polgármestert az ilyen beszédektől, és elmeséli néhai anyósa történetét és a szellemet, amely kísérte őt, mert életében átkozta őt. Kint hirtelen a falusi legények elkezdik énekelni azt a gúnyos dalt, amit Levko tanított nekik.
A szél kifújja a lámpákat, a zűrzavarban a polgármester elfog valakit, akiről azt gondolja, hogy az elkövető, és bezárja egy mellékszobába. A jegyző belép, hogy jelentse, hogy a legények a faluban rohangálnak, és elfogta a vezetőjüket. A polgármester hitetlenkedve lámpát kér, és kinyitják a zárt helyiséget. Kijön a sógornő, zokogva és nem kicsit dühösen. Kimegy. A Jegyző, a Lepárló és a Polgármester elindult, hogy végleg megtalálják a gazembert.

#### Második jelenet
Falusi utca a jegyző kunyhója előtt; holdfényes éjszaka
A hivatalnok kunyhóján kívül, ahol az állítólagos valódi elkövetőt bezárják, hárman megrendülten közelednek. A Sátán ellen keresztezve kinyitják az ajtót, és újra kijön a sógornő, végtelenül dühösebben, mint korábban. Aztán megérkeznek a falusi rendőrök, akik tévedésből fogolyként tartják Kaleniket. Mivel a rendőrök félnek továbbmenni, a polgármester a komisszár haragjával fenyegeti őket, és engedelmesen elrohannak.

### Harmadik felvonás
A tó partja az öregúri ház közelében; fényes holdfényes éjszaka
A tó mellett Levko énekel távollévő kedvesének, majd megkéri a Holdat, hogy világítsa meg a lakhelyéhez vezető ösvényt. Egy ablak nyílik a régi házban, és megjelenik Pannochka, és könyörög Levkónak, hogy énekeljen tovább. Elsőre mintha észre sem venné, de furcsa érzés keríti hatalmába, és újra énekel. Aztán megjelennek a parton a rusalkik és táncolnak. Leküzdve döbbenetét, Levko csatlakozik körtáncuk énekléséhez, míg Pannochka könyörög Levkónak, hogy találja meg a mostoha-boszorkányt.
Ezután a rusalkik elkezdik játszani a "Raven" nevű játékot. Az első hollólány rájön, hogy nem tudja folytatni, Levko pedig rájön, hogy nem lehet a boszorkány. De ennek a szerepnek a második játékosa – a mostoha – feltárja valódi énjét; Levko rámutat, mire a többi rusalki ráugrik, és lehúzza a tó mélyére. Pannochka hálából levelet ad Levkónak, hogy mutassa meg az apjának, és hajnalban eltűnik. Tekintettel arra, hogy nem tud olvasni, nem tudja, mit tartalmaz a levél.
Megérkezik a polgármester és a rendőrök, és megragadják Levkót. A polgármester meglepődve tapasztalja, hogy az álcázott gonosztevő a saját fia. Levko megmutatja apjának a levelet, amelyet továbbadnak a jegyzőnek, hogy olvassa fel hangosan.
A levélről kiderül, hogy a komisszártól származik, és arra utasítja a polgármestert, hogy engedje, hogy fia feleségül vegye Hannát. Miközben a falu lakói a színre lépnek, hogy köszöntsék az új napot, Levko kitalálja a történetet, hogy a komisszár vacsorázni fog, a polgármester pedig felfuvalkodott saját fontosságán, megadja magát a házasságnak. Levko és Hanna elimádkoznak Pannocskáért, Kalenik ismét betoppan, a sógornő pedig újabb szóbeli szemöldökverést ad a polgármesternek, miközben a nép ünnepel.

## Kapcsolódó művek
- Alekszandr Dargomizsszkij: Ruszalka (1855)
- Mikola Liszenko: A vízbe fulladt nő (1883)
- Antonín Dvorák: Ruszalka (1900)

A Május éj a népi karakter, a Ruszalka, de a művet nem szabad összetéveszteni a két Ruszalka nevű operával, Dargomizsszkij (Puskin alapján) és Dvořák (Karel Jaromir Erben és Božena Němcová alapján). Liszenko operája viszont szintén Gogol története alapján készült.